# Södregöl (Älmeboda socken, Småland)
Södregöl är en sjö i Tingsryds kommun i Småland och ingår i Nättrabyåns huvudavrinningsområde.